# PSA World Tour der Damen 2020/21
Die PSA World Tour 2020/21 der Damen umfasst alle Squashturniere der Damen-Saison 2020/21 der PSA World Tour. Sie begann am 1. August 2020 und endete am 31. Juli 2021. Die nach dem Monat sortierte Übersicht zeigt den Ort des Turniers an, dessen Namen, das ausgeschüttete Gesamtpreisgeld, sowie die Siegerin des Turniers. In der abschließenden Tabelle werden sämtliche Turniersiegerinnen nach der Menge ihrer Titel aufgelistet. Dabei ist es nicht relevant, welche Wertigkeit die von der Spielerin gewonnenen Turniere besaßen, auch wenn eine entsprechende Erfassung erfolgt.
Aufgrund der anhaltenden COVID-19-Pandemie begann die Saison nur mit einem sehr reduzierten Turnierkalender. Gleichzeitig wurde die Berechnung der Weltrangliste an die Situation angepasst. Es wurde eine zusätzliche Turnierkategorie Challenger 3 am unteren Ende der Kategorie-Skala geschaffen, sodass Turniere in den Kalender aufgenommen werden konnten, bei denen aufgrund der nationalen Pandemie-Bestimmungen nur Teilnehmerinnen aus dem Land des Austragungsortes und ggf. aus Nachbarländern zugelassen waren.
Die Saison 2020/21 bestand aus 56 Turnieren, von denen sieben wegen der Pandemie abgesagt wurden. Das Gesamtpreisgeld aller Turniere betrug 1.728.500 US-Dollar.

## Tourinformationen

### Anzahl nach Turnierserie
| Turnierserie | WM | Finals | Platinum | Gold | Silver | Bronze | Ch 30 | Ch 20 | Ch 10 | Ch 5 | Ch 3 |
| ------------ | -- | ------ | -------- | ---- | ------ | ------ | ----- | ----- | ----- | ---- | ---- |
| Anzahl       | 1  | 1      | 6        | 2    | 1      | —      | —     | 1     | 17    | 8    | 19   |
| Gesamt       | 1  | 7      | 7        | 3    | 3      | 3      | 45    | 45    | 45    | 45   | 45   |

## Turnierplan

### August
| Datum         | Ort           | Turnier                    | Preisgeld | Siegerin |
| ------------- | ------------- | -------------------------- | --------- | -------- |
| 12.08.–16.08. | Melbourne     | Squash Melbourne Open 2020 | $ 12.000  | abgesagt |
| 20.08.–23.08. | Coffs Harbour | North Coast Open 2020      | $ 6.000   | abgesagt |
| 26.08.–30.08. | Bega          | Australia Open 2020        | $ 12.000  | abgesagt |

### September
| Datum         | Ort           | Turnier                   | Preisgeld | Siegerin      |
| ------------- | ------------- | ------------------------- | --------- | ------------- |
| 16.09.–22.09. | Manchester    | Manchester Open 2020      | $ 85.000  | Nour El Tayeb |
| 22.09.–28.09. | San Francisco | Oracle Netsuite Open 2020 | —         | abgesagt      |

### Oktober
| Datum         | Ort   | Turnier                | Preisgeld | Siegerin         |
| ------------- | ----- | ---------------------- | --------- | ---------------- |
| 10.10.–17.10. | Kairo | CIB Egyptian Open 2020 | $ 270.000 | Nour El Sherbini |

### November
| Datum         | Ort          | Turnier                                            | Preisgeld | Siegerin       |
| ------------- | ------------ | -------------------------------------------------- | --------- | -------------- |
| 14.11.–20.11. | el-Guna      | El Gouna International 2020                        | —         | abgesagt       |
| 14.11.–21.11. | Philadelphia | U.S. Open Squash Championships 2020                | —         | abgesagt       |
| 20.11.–22.11. | Vaduz        | Liechtenstein Open 2020                            | $ 12.000  | Ambre Allinckx |
| 24.11.–28.11. | Quetta       | BISL International Squash Event 2020               | $ 6.000   | Amna Fayyaz    |
| 30.11.–06.12. | Hongkong     | Everbright Sun Hung Kai Hong Kong Squash Open 2020 | —         | abgesagt       |

### Dezember
| Datum         | Ort              | Turnier                                       | Preisgeld | Siegerin         |
| ------------- | ---------------- | --------------------------------------------- | --------- | ---------------- |
| 04.12.–06.12. | Langnau am Albis | Sihltal Classic 2020                          | $ 12.000  | Ambre Allinckx   |
| 07.12.–11.12. | Islamabad        | Pakistan International Squash Tournament 2020 | $ 6.000   | Madina Zafar     |
| 07.12.–12.12. | Kairo            | CIB Black Ball Squash Open 2020               | $ 112.500 | Sarah-Jane Perry |

### Januar
| Datum         | Ort    | Turnier                 | Preisgeld | Siegerin      |
| ------------- | ------ | ----------------------- | --------- | ------------- |
| 08.01.–10.01. | Paris  | PSA Squash95 Paris 2021 | $ 6.000   | Mélissa Alvès |
| 19.01.–22.01. | Deagon | Sandgate Open 2021      | $ 6.000   | Tamika Hunt   |

### Februar
| Datum         | Ort      | Turnier                                   | Preisgeld | Siegerin        |
| ------------- | -------- | ----------------------------------------- | --------- | --------------- |
| 03.02.–07.02. | Le Havre | PSA Le Havre Challenger 2021              | $ 6.000   | Mélissa Alvès   |
| 05.02.–07.02. | Bega     | Volkswagen Australian Open 2021           | $ 6.000   | Rachael Grinham |
| 11.02.–15.02. | Multan   | BISL 4 Southern Punjab International 2021 | $ 6.000   | Madina Zafar    |

### März
| Datum         | Ort       | Turnier                             | Preisgeld | Siegerin           |
| ------------- | --------- | ----------------------------------- | --------- | ------------------ |
| 12.03.–18.03. | Kairo     | CIB PSA Black Ball Squash Open 2021 | $ 175.000 | Nour El Sherbini   |
| 13.03.–14.03. | Tatabánya | SquashBerek Open 2021               | $ 1.500   | Hannah Chukwu      |
| 15.03.–19.03. | Kairo     | Egyptian Challenger Tour #1 2021    | $ 3.000   | Fayrouz Aboelkheir |
| 19.03.–21.03. | Uster     | Swiss Open 2021                     | $ 6.000   | Cindy Merlo        |
| 19.03.–21.03. | Auckland  | Royal Oak Open 2021                 | $ 1.500   | Kaitlyn Watts      |
| 13.03.–14.03. | Mülhausen | Open des Bretzels 2021              | $ 6.000   | Énora Villard      |

### April
| Datum         | Ort          | Turnier                                 | Preisgeld | Siegerin        |
| ------------- | ------------ | --------------------------------------- | --------- | --------------- |
| 07.04.–10.04. | Houston      | SOAP Engineering Open 2021              | $ 6.000   | Karina Tyma     |
| 08.04.–12.04. | Kairo        | Egyptian Challenger Tour #2 2021        | $ 3.000   | Sana Ibrahim    |
| 09.04.–12.04. | Kuala Lumpur | SRAM PSA 1 2021                         | $ 6.000   | Aifa Azman      |
| 16.04.–18.04. | Créteil      | Codep94 Val de Marne International 2021 | $ 6.000   | Cristina Gómez  |
| 24.04.–25.04. | Hamburg      | DSQV No.5 Sportwerk Challenger 2021     | $ 1.500   | Ineta Mackeviča |
| 27.04.–30.04. | Kapstadt     | Western Province Open 2021              | $ 1.500   | Lizelle Muller  |
| 30.04.–02.05. | Hamilton     | Waikato Open 2021                       | $ 1.500   | Kaitlyn Watts   |

### Mai
| Datum         | Ort           | Turnier                                                      | Preisgeld | Siegerin              |
| ------------- | ------------- | ------------------------------------------------------------ | --------- | --------------------- |
| 05.05.–08.05. | Hongkong      | Chairman’s Cup 2 2021                                        | $ 6.000   | Chan Sin-Yuk          |
| 07.05.–09.05. | Coffs Harbour | North Coast Open 2021                                        | $ 1.500   | Jessica Turnbull      |
| 14.05.–16.05. | Auckland      | Panmure Tecnifibre Open 2021                                 | $ 1.500   | Kaitlyn Watts         |
| 20.05.–28.05. | el-Guna       | El Gouna International Squash Open 2021                      | $ 181.500 | Nour El Sherbini      |
| 21.05.–23.05. | Pontefract    | Women’s AS Insurance Services Ltd Pontefract Challenger 2021 | $ 1.500   | Alicia Mead           |
| 22.05.–24.05. | Hamburg       | DSQV Sportwerk Series Esche Cup 2021                         | $ 1.500   | Milou van der Heijden |
| 25.05.–29.05. | Johannesburg  | Assore/Balwin Johannesburg Open 2021                         | $ 1.500   | Lizelle Muller        |
| 27.05.–30.05. | Auckland      | Barfoot & Thompson Auckland Open 2021                        | $ 3.000   | Jessica Turnbull      |

### Juni
| Datum         | Ort              | Turnier                                 | Preisgeld | Siegerin         |
| ------------- | ---------------- | --------------------------------------- | --------- | ---------------- |
| 03.06.–06.06. | Houston          | Life Time City Centre Open 2021         | $ 6.000   | Karina Tyma      |
| 15.06.–16.06. | Crawley          | Sumner Malik Memorial 2021              | $ 1.500   | Georgina Kennedy |
| 16.06.–19.06. | Odense           | Odense Open 2021                        | $ 6.000   | Cristina Gómez   |
| 16.06.–19.06. | Hongkong         | Hong Kong Football Club PSA 2021        | $ 6.000   | Chan Sin-Yuk     |
| 18.06.–20.06. | Pontefract       | Pontefract Challenger 2 2021            | $ 1.500   | Georgina Kennedy |
| 22.06.–27.06. | Kairo            | PSA World Tour Finals der Damen 2020/21 | $ 185.000 | Nouran Gohar     |
| 25.06.–27.06. | London           | Bexley Open 2021                        | $ 1.500   | Jasmine Hutton   |
| 27.06.–01.07. | Washington, D.C. | Squash On Fire Open 2021                | $ 20.000  | Nele Gilis       |

### Juli
| Datum         | Ort          | Turnier                                                 | Preisgeld | Siegerin              |
| ------------- | ------------ | ------------------------------------------------------- | --------- | --------------------- |
| 03.07.–04.07. | Peterborough | City of Peterborough Squash & Racketball Club Open 2021 | $ 1.500   | Georgia Adderley      |
| 07.07.–10.07. | New Malden   | Stellar New Malden Squash Festival 2021                 | $ 1.500   | Georgina Kennedy      |
| 14.07.–18.07. | Kairo        | CIB Egyptian Challenger Tour 2021                       | $ 6.000   | Fayrouz Aboelkheir    |
| 14.07.–22.07. | Chicago      | Squash-Weltmeisterschaft der Frauen 2020/21             | $ 500.000 | Nour El Sherbini      |
| 16.07.–18.07. | Auckland     | Liquorland Howick Open 2021                             | $ 1.500   | Amanda Landers-Murphy |
| 22.07.–24.07. | Ipswich      | Arion Homes Off The Wall Open 2021                      | $ 3.000   | Georgina Kennedy      |
| 29.07.–01.08. | Manchester   | Arion Homes Cheetham Hill Classic 2021                  | $ 1.500   | Lucy Beecroft         |
| 29.07.–01.08. | Berkhamsted  | Linksap Berkhamsted Open 2021                           | $ 6.000   | Georgina Kennedy      |

## Turniersiegerinnen
| Platz | Spielerin             | Siege | WM | Finals | Platinum | Gold | Silver | Bronze | Ch 30 | Ch 20 | Ch 10 | Ch 5 | Ch 3 |
| ----- | --------------------- | ----- | -- | ------ | -------- | ---- | ------ | ------ | ----- | ----- | ----- | ---- | ---- |
| 1.    | Georgina Kennedy      | 5     |    |        |          |      |        |        |       |       | 1     | 1    | 3    |
| 2.    | Nour El Sherbini      | 4     | 1  |        | 3        |      |        |        |       |       |       |      |      |
| 3.    | Kaitlyn Watts         | 3     |    |        |          |      |        |        |       |       |       |      | 3    |
| 4.    | Fayrouz Aboelkheir    | 2     |    |        |          |      |        |        |       |       |       | 1    | 1    |
| 4.    | Ambre Allinckx        | 2     |    |        |          |      |        |        |       |       | 2     |      |      |
| 4.    | Mélissa Alvès         | 2     |    |        |          |      |        |        |       |       | 2     |      |      |
| 4.    | Chan Sin-Yuk          | 2     |    |        |          |      |        |        |       |       | 2     |      |      |
| 4.    | Cristina Gómez        | 2     |    |        |          |      |        |        |       |       | 1     | 1    |      |
| 4.    | Lizelle Muller        | 2     |    |        |          |      |        |        |       |       |       |      | 2    |
| 4.    | Jessica Turnbull      | 2     |    |        |          |      |        |        |       |       |       | 1    | 1    |
| 4.    | Karina Tyma           | 2     |    |        |          |      |        |        |       |       | 2     |      |      |
| 4.    | Madina Zafar          | 2     |    |        |          |      |        |        |       |       | 1     | 1    |      |
| 13.   | Georgia Adderley      | 1     |    |        |          |      |        |        |       |       |       |      | 1    |
| 13.   | Aifa Azman            | 1     |    |        |          |      |        |        |       |       | 1     |      |      |
| 13.   | Lucy Beecroft         | 1     |    |        |          |      |        |        |       |       |       |      | 1    |
| 13.   | Hannah Chukwu         | 1     |    |        |          |      |        |        |       |       |       |      | 1    |
| 13.   | Nour El Tayeb         | 1     |    |        |          |      | 1      |        |       |       |       |      |      |
| 13.   | Amna Fayyaz           | 1     |    |        |          |      |        |        |       |       |       | 1    |      |
| 13.   | Nele Gilis            | 1     |    |        |          |      |        |        |       | 1     |       |      |      |
| 13.   | Rachael Grinham       | 1     |    |        |          |      |        |        |       |       | 1     |      |      |
| 13.   | Nouran Gohar          | 1     |    | 1      |          |      |        |        |       |       |       |      |      |
| 13.   | Tamika Hunt           | 1     |    |        |          |      |        |        |       |       | 1     |      |      |
| 13.   | Jasmine Hutton        | 1     |    |        |          |      |        |        |       |       |       |      | 1    |
| 13.   | Sana Ibrahim          | 1     |    |        |          |      |        |        |       |       |       |      | 1    |
| 13.   | Amanda Landers-Murphy | 1     |    |        |          |      |        |        |       |       |       |      | 1    |
| 13.   | Ineta Mackeviča       | 1     |    |        |          |      |        |        |       |       |       |      | 1    |
| 13.   | Alicia Mead           | 1     |    |        |          |      |        |        |       |       |       |      | 1    |
| 13.   | Cindy Merlo           | 1     |    |        |          |      |        |        |       |       | 1     |      |      |
| 13.   | Sarah-Jane Perry      | 1     |    |        |          | 1    |        |        |       |       |       |      |      |
| 13.   | Milou van der Heijden | 1     |    |        |          |      |        |        |       |       |       |      | 1    |
| 13.   | Énora Villard         | 1     |    |        |          |      |        |        |       |       | 1     |      |      |

## Nationenwertung
| Platz | Nation      | Siege | WM | Finals | Platinum | Gold | Silver | Bronze | Ch 30 | Ch 20 | Ch 10 | Ch 5 | Ch 3 |
| ----- | ----------- | ----- | -- | ------ | -------- | ---- | ------ | ------ | ----- | ----- | ----- | ---- | ---- |
| 1.    | England     | 9     |    |        |          | 1    |        |        |       |       | 1     | 1    | 6    |
| 2.    | Ägypten     | 8     | 1  | 1      | 2        |      | 1      |        |       |       |       | 1    | 2    |
| 3.    | Australien  | 4     |    |        |          |      |        |        |       |       | 2     | 1    | 1    |
| 3.    | Neuseeland  | 4     |    |        |          |      |        |        |       |       |       |      | 4    |
| 5.    | Frankreich  | 3     |    |        |          |      |        |        |       |       | 3     |      |      |
| 5.    | Pakistan    | 3     |    |        |          |      |        |        |       |       | 1     | 2    |      |
| 5.    | Schweiz     | 3     |    |        |          |      |        |        |       |       | 3     |      |      |
| 8.    | Hongkong    | 2     |    |        |          |      |        |        |       |       | 2     |      |      |
| 8.    | Polen       | 2     |    |        |          |      |        |        |       |       |       | 2    |      |
| 8.    | Spanien     | 2     |    |        |          |      |        |        |       |       | 1     | 1    |      |
| 8.    | Südafrika   | 2     |    |        |          |      |        |        |       |       |       |      | 2    |
| 12.   | Belgien     | 1     |    |        |          |      |        |        |       | 1     |       |      |      |
| 12.   | Lettland    | 1     |    |        |          |      |        |        |       |       |       |      | 1    |
| 12.   | Malaysia    | 1     |    |        |          |      |        |        |       |       | 1     |      |      |
| 12.   | Niederlande | 1     |    |        |          |      |        |        |       |       |       |      | 1    |
| 12.   | Schottland  | 1     |    |        |          |      |        |        |       |       |       |      | 1    |
| 12.   | Ungarn      | 1     |    |        |          |      |        |        |       |       |       |      | 1    |